# RTL TVI
 (février 2017).
Si vous disposez d'ouvrages ou d'articles de référence ou si vous connaissez des sites web de qualité traitant du thème abordé ici, merci de compléter l'article en donnant les références utiles à sa vérifiabilité et en les liant à la section « Notes et références ».
Ne doit pas être confondu avec la chaîne de télévision TVI.
Pour les articles homonymes, voir TVI et RTL TV.
RTL TVI (abréviation de Radio Télévision Luxembourg Télévision Indépendante), également écrit RTL-TVi, RTL-TVI et RTL tvi, est une chaîne de télévision généraliste commerciale privée belgo-luxembourgeoise à rayonnement international, émettant principalement en direction des téléspectateurs belges francophones.

## Histoire de la chaîne
Depuis 1955, Télé-Luxembourg, devenue RTL Télévision en 1982, est diffusée à partir de l'émetteur de Dudelange au Luxembourg captable en Belgique et en Lorraine. À la suite de la collision d'un avion militaire belge avec cet émetteur le 31 juillet 1981, la CLT obtient en compensation du gouvernement belge la levée du monopole public sur la télévision et l'autorisation officielle de diffuser son programme sur le réseau de télédistribution par câble.
RTL Télévision propose donc sur le canal UHF PAL 27, dès le 12 septembre 1983, en décrochage du programme franco-luxembourgeois, la version belge du JTL présentée par Jean-Charles De Keyser, Eddy de Wilde et Bibiane Godfroid réalisé depuis les petits studios de la villa Roosevelt à Bruxelles. La CLT transforme en décembre 1985 son bureau local à Bruxelles en éditeur de service baptisé TVI S.A., société anonyme de droit belge qui produit les programmes spécifiquement belges de RTL Télévision et commercialise les écrans publicitaires qui y sont diffusés. TVI signifie Télévision indépendante, afin de marquer sa différence face au réseau public RTBF.
Le canal belge de RTL Télévision prend son indépendance le 12 septembre 1987 avec le lancement par la CLT de RTL TVI. C'est la première chaîne privée en Communauté française de Belgique et son conventionnement par le gouvernement de la communauté française le 21 décembre 1987 lui permet d'accéder légalement au marché publicitaire télévisé belge (via sa filiale IPB). Cette situation de monopole est rompue en 1989, lorsque le Gouvernement autorise la publicité commerciale sur les antennes de la RTBF.
Avec l'arrivée de Philippe Delusinne, RTL Belgium, qui regroupe les chaines RTL TVI, Club RTL et Plug RTL ainsi que les radios Bel RTL et Radio Contact, plusieurs réformes ont lieu afin de moderniser l'activité de l'entreprise (programmes, magazines, etc.), et a vu les licenciements de plusieurs animateurs et journalistes comme Eddy De Wilde, Hervé Meillon, Alain Simons.
Le 3 octobre 2005, le conseil d'administration de TVI S.A. décide à l'unanimité de ne pas demander le renouvellement de son autorisation d'émission en qualité de télévision de la Communauté française de Belgique pour RTL TVI et Club RTL. La directive européenne Télévision sans frontières stipule que les émissions télévisuelles sont soumises à la compétence d'un seul État-membre. TVI SA disposait d'une licence de diffusion luxembourgeoise et d'une autorisation d'émission de 9 ans de la Communauté française de Belgique qui arrivait à échéance en décembre 2005. Pour se mettre en conformité avec la directive européenne, RTL TVI n'a donc pas renouvelé son autorisation belge à la demande de son actionnaire principal, CLT-UFA, qui tient à conserver son rayonnement de groupe audiovisuel européen au départ du Luxembourg. En tant que société belge d'édition de programmes, TVI S.A. conserve son siège opérationnel et ses studios en Belgique à Bruxelles et s'est engagée à continuer d'assumer tous les engagements pris auprès du Conseil supérieur de l'audiovisuel belge, mais sur la base du volontariat, ce qui lui permet en cas de besoin de s'affranchir des contraintes de contribuer au développement du cinéma, et en particulier à la production indépendante en Communauté française, de respecter l’ensemble des dispositions relatives à la signalétique télévisuelle, à la protection des mineurs ou aux limitations publicitaires, à l’exception des règles prévues en droit européen et transposées dans le droit positif luxembourgeois. Le CSA condamne tout de même RTL TVI à 500 000 euros d'amende, le 29 novembre 2006, pour diffusion sans autorisation. Le Conseil d'État a confirmé cette décision du CSA le 16 mars 2007.
En septembre 2005, la chaîne passe au format 16/9.
Début janvier 2007, Fadila Laanan, ministre de l'Audiovisuel de la Communauté française de Belgique annonce être prête à un compromis sur la nationalité luxembourgeoise revendiquée par RTL TVI en échange de la garantie de l'exécution par celle-ci des obligations que la Communauté française impose à ses radiodiffuseurs tant en matière de protection des mineurs que de promotion de la diversité culturelle[réf. souhaitée]. Le 8 janvier 2007, toutes les activités de TVI S.A. quittent les locaux de l'avenue Ariane pour emménager dans la RTL House au 2 de l'avenue Jacques Georgin à Schaerbeek, entre l'avenue Jacques Georgin, l'avenue Grosjean, l'avenue Mommaerts et la chaussée de Louvain, dans de nouveaux bâtiments spécialement construits pour abriter les bureaux et studios de toutes les chaînes de radio et de télévision du groupe.
Depuis début 2007, RTL TVI développe ses différents sites internet radio et télévision, ce qui permet depuis mi-juillet d'accéder à trois flashs d'informations en images sur la journée ; à 10, 12 et 15 heures et d'accéder à une information complète. On peut également consulter le site web de « À l’infini » qui permet aux internautes de podcaster gratuitement les émissions et de réécouter émissions radios et télévisées.
RTL TVI est diffusée en haute définition depuis le 30 août 2010, la chaîne avait d'abord créé un canal RTL Sport HD.
En 2014, le Journal devient RTL Info 13 Heures et 19 Heures avec un nouveau plateau et une ligne éditoriale revue.
Aux vues des GAFA et, surtout, par l'intention de TF1 de commercialiser des décrochages publicitaires belges en septembre 2017, RTL Belgium par l'intermédiaire de Philippe Delusinne annonce un vaste plan de restructuration nommé #Evolve qui vise à restructurer et à pérenniser l'entreprise. Ce plan vise a une nouvelle organisation des magazines de 19 h 45, en créant une équipe pluridisciplinaire qui travaillerait en groupe. Cette réforme a vu le licenciement de 88 employés (10 % du personnel).
Ce plan a permis la création de la plateforme RTL Play, cousine de 6Play en France.
En juillet 2018, Stéphane Rosenblatt, directeur général de la Télévision et chargé des contenus transversaux, a été licencié pour « rupture de confiance »,.
RTL-TVI est la dernière chaîne d'Europe à avoir des speakerines sur son antenne. Elles assurent quatre interventions en semaine et cinq le week-end. Ces annonces sont assurées en alternance par Fiona de Paoli et Laura Beyne. Depuis le 26 août 2024, les dernières speakerines télévisées européennes ont disparu de l’antenne de RTL-TVI

## Identité visuelle

### Bandes annonces
En 1991, le comédien français Didier Gircourt, à l'époque voix des bandes annonces de La Cinq, de TF1, de Monté-Carlo TMC et de M6, est choisi pour apporter une nouvelle identité vocale à la chaîne. Il restera la voix de RTL-TVI jusqu'en 1994.
De 1994 à 1997, c'est Claudio Bolzonello qui prête sa voix (et l'écriture) aux bandes annonces de RTL-TVI et Club RTL.

### Logos
Le premier logo de RTL TVI en 1987 est dérivé de celui de son aînée RTL Télévision dans lequel la mention Télévision est remplacée par TVI pour bien marquer l'identité du canal nouveau belge et son indépendance face à la RTBF. C'est avec ce logo qu'apparaît la montgolfière, également utilisée par RTL Télévision. L'habillage d'antenne est alors commun aux deux chaînes, seul leur nom varie. Devenue l'emblème de la chaîne, la montgolfière prend du volume dans un nouveau logo plus moderne en janvier 1991 et un nouvel habillage, basé sur un jeu de facettes, qui est encore une fois identique à celui de RTL TV de mars 1991 à janvier 1994, seul le logo change. En septembre 1994, un nouveau logo est diffusé, presque identique au précédent, sans compter la montgolfière, qui est cette fois de hauteur équivalente aux lettres de RTL TVI. Ce logo est toujours utilisé depuis. L'habillage lui aussi est modifié, représentant un environnement « maritime » en 3D, et dont l'arrière-plan change de couleur selon la situation. Les génériques resteront jusqu'en 1999, mais les bandes-annonces et jingles de publicité seront modifiés vers 1996. En décembre 1999, les nouveaux génériques du journal et des magazines de soirées sont diffusés. La chaîne connaîtra ensuite des changements d'habillage en 2003, 2007, 2012, 2017 et 2020.
À partir du  28 mars 2023, les chaines tv et radio changent de logo.

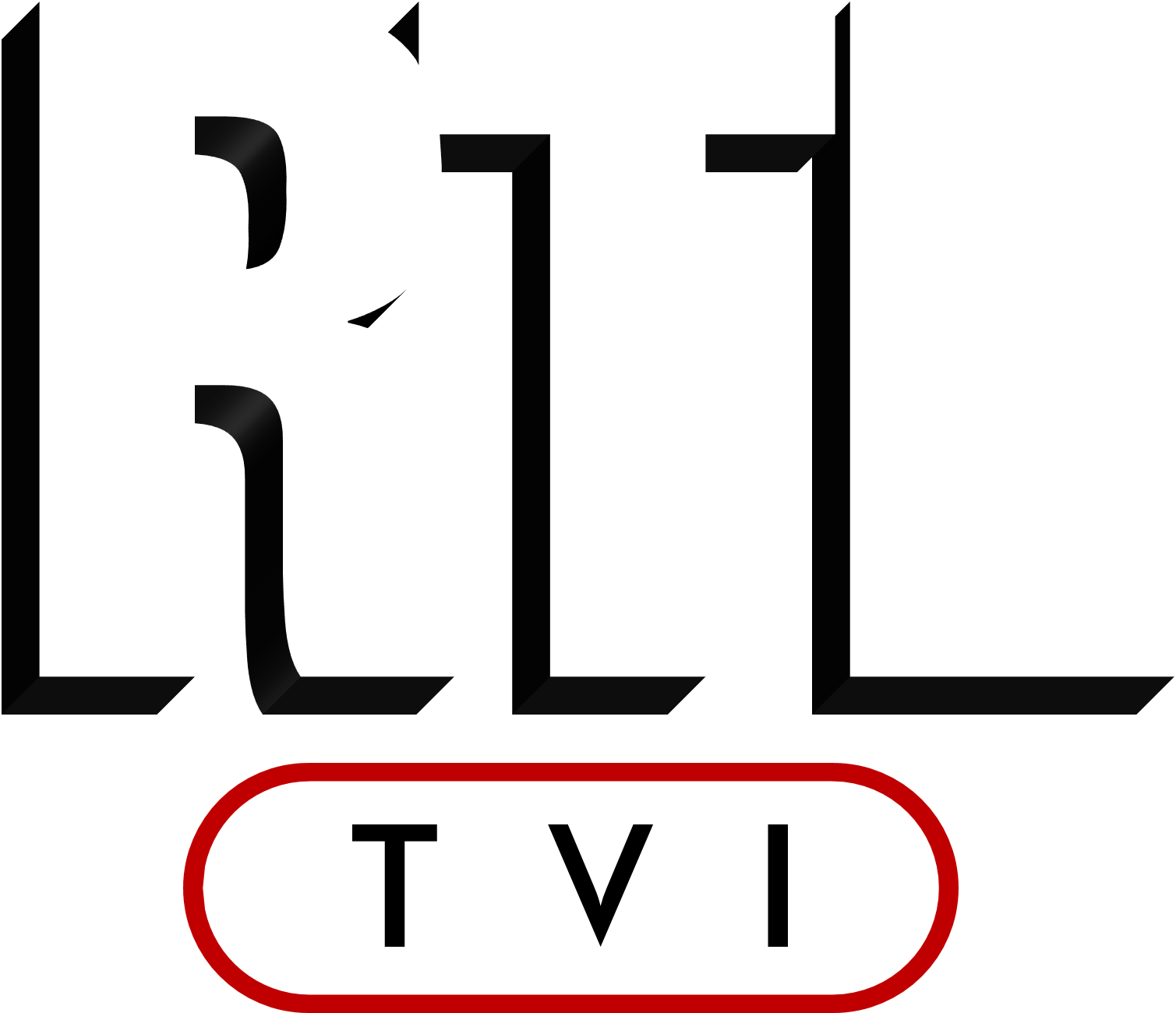
Logo de RTL-TVI du 12 septembre 1987 au 7 janvier 1991.
Logo de RTL-TVI du 7 janvier 1991 à septembre 1994.
Logo de RTL-TVI de septembre 1994 au 27 mars 2023.
Logo de RTL TVI depuis le 28 mars 2023.

### Slogan
« Vos émotions en grand ! [réf. nécessaire]» jusqu’au 27 mars 2023
« On est là ! » depuis le 28 mars 2023

## Organisation

### Dirigeants
Président :
- Jean-Pierre de Launoit : 12 septembre 1987 - 1989

Administrateurs délégués :
- Jean Stock : 1989 - 1994
- Jean-Charles De Keyser : 1994 - 15 mars 2002
- Philippe Delusinne : 15 mars 2002 - 2022
- Guillaume Collard : 2022 -

Directeurs généraux :
- Jean-Charles De Keyser : 12 septembre 1987 - 1994
- Pol Heyse : 1994 - 25 février 2002

Directeur financier :
- Guy Rouvroi : depuis le 15 mars 2002

Secrétaire générale:
- Laurence Vandenbrouck: depuis le 1er janvier 2007

Directeurs des programmes et de l'information :
- Bibiane Godfroid : 12 septembre 1987 - 1991
- Eddy De Wilde : 1991 - 25 février 2002
- Stéphane Rosenblatt : 15 mars 2002 - 25 juillet 2018
- Sandrine Gobbesso : Depuis le 21 septembre 2018

Directeur de la Rédaction :
- Laurent Haulotte : depuis le 1er août 2008

### Capital
RTL tvi est éditée par la société luxembourgeoise RTL Belux S.A. & cie SECS, détenue à 50% par DPG Media er 50% Groupe Rossel.
RTL Belux S.A. & cie SECS possède un contrat de sous-traitance avec la société belge RTL Belgium S.A. qui fabrique et produit les programmes de RTL TVI ainsi que ceux des deux chaînes RTL Club (films anciens, sports, émissions enfantines…) et RTL Plug (télé réalité, films pour adolescents…). RTL Belgium S.A. est détenue[Quand ?] à 50% par DPG Media er 50% par Groupe Rossel.

### Sièges

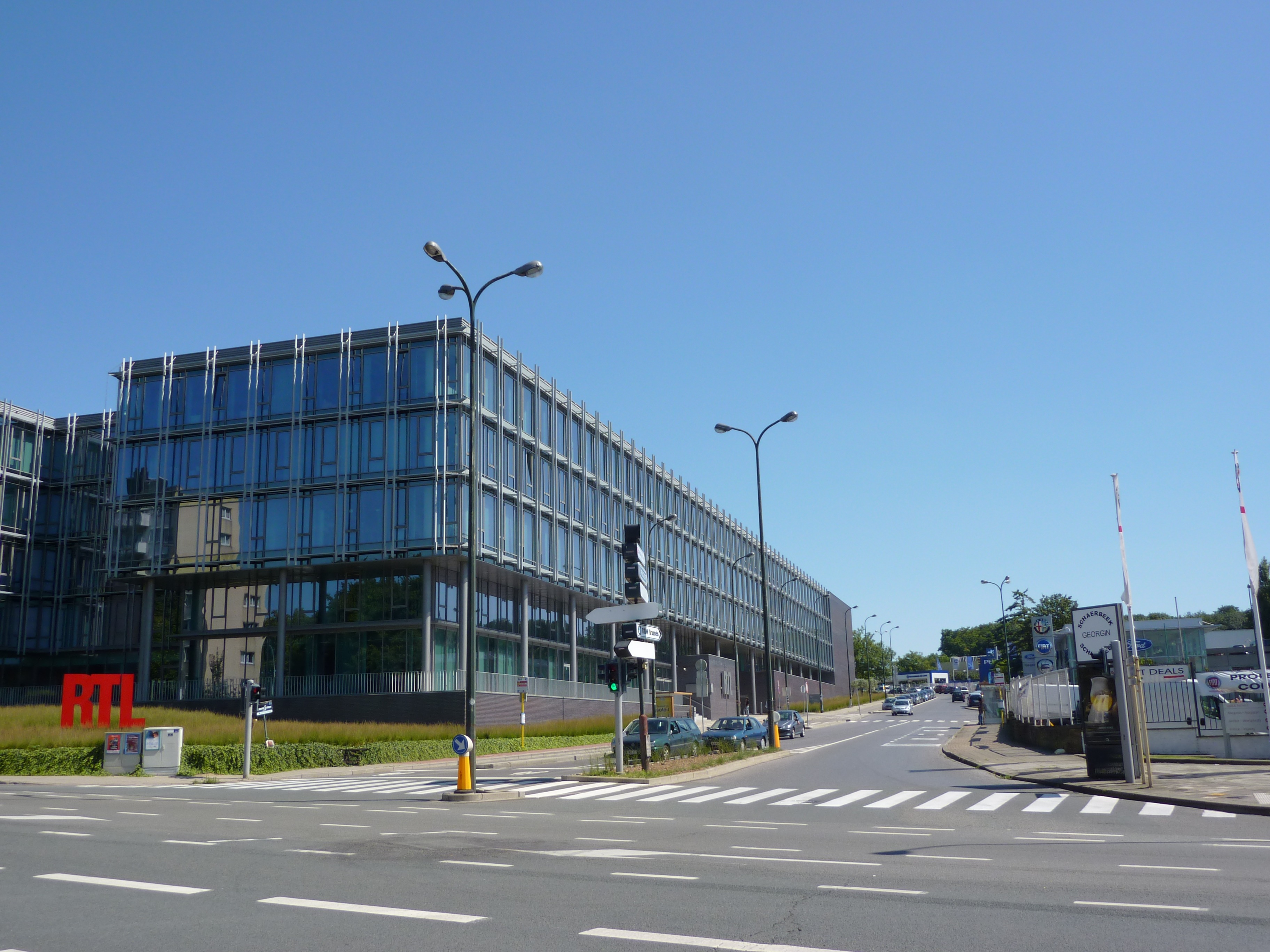
RTL House, siège de RTL Belgium, avenue Georgin.

En 1983, RTL Télévision installe un petit studio dans la Villa Empain, ancien hôtel particulier situé au 67 avenue Franklin Roosevelt à Bruxelles, en bordure du bois de la Cambre, pour fabriquer les programmes de son décrochage d'antenne belge non réalisés à la Villa Louvigny. Seuls le journal télévisé de 19h et quelques magazines y sont réalisés. 1987 voit la naissance de RTL TVI et dès lors, toutes les émissions de la chaîne sont réalisées dans les petits studios de la Villa Empain, à l'exception des émissions en public telles que Coup de dés, 10 qu'on aime ou Atout cœur qui doivent être réalisées dans des salles louées en divers endroits.
Au printemps 1995, TVI S.A. déménage pour louer un immeuble tout neuf situé au no 1 de l'avenue Ariane, à Woluwe-Saint-Lambert (Bruxelles, Belgique). L'immeuble est plus spacieux, plus moderne et plus adapté à une chaîne de télévision. Le bâtiment abrite également les studios de radio du groupe TVI S.A.
En janvier 2007, toutes les activités de TVI S.A. emménagent dans la RTL House, un nouvel immeuble encore plus grand et encore plus moderne que le groupe a fait construire au no 2 de l'avenue Jacques Georgin à Schaerbeek (Bruxelles, Belgique). Le 26 janvier 2007, accompagné du premier ministre Guy Verhofstadt et de plusieurs ministres fédéraux, le roi Albert II se rend à RTL House pour honorer de sa présence la cérémonie d'inauguration des locaux flambant neufs.
Le siège social de RTL tvi et sa régie finale de diffusion sont installés dans l'immeuble KB2 de RTL Group, siège de RTL Belux S.A. & cie SECS, construit dans le quartier du Kirchberg au 45, boulevard Pierre-Frieden à Luxembourg, ce qui permet à la chaîne de conserver sa licence de diffusion luxembourgeoise.

## Programmes
Le programme de RTL tvi est constitué d'informations, de divertissements et de fictions destinées à un public familial. RTL TVI est connue pour la diffusion en avant-première de films et de séries à fort succès.

### Émissions
RTL tvi a fêté les 50 ans du lancement de Télé-Luxembourg en diffusant le 4 mars 2005 à 19 h 45 l’émission « Générations RTL : 50 ans » présentée par Marylène Bergmann, sorte de long reportage fait d’images d’archives et de témoignages montrant les meilleurs moments de ces cinquante dernières années, des extraits d’émissions qui ont marqué les téléspectateurs, et permettant de retrouver les anciens de RTL Télévision : Jean Stock, Robert Diligent, Jean-Luc Bertrand, Georges Lang, Valérie Sarn et bien d’autres.

### Anciens animateurs
- Nicolas Buytaers (1997-2015)[11]
- Frédérique Ries (1987-1998)
- Didier de Radiguès (1995-2013)
- Agathe Lecaron (2004-2011)
- Sabine Mathus (1988-2013)
- Alain Simons (1987-2014)[12]
- Fanny Jandrain (2006-2017)
- Nancy Sinatra (2000-2010)
- Virginie Efira (1998-2003)
- Marylène Bergmann (1987-2005)
- Annette Leemann (1988-1998)
- Olivier Minne
- Julie Taton (2003-2020)
- Jill Vandermeulen (2015-2024)

### Animateurs et animatrices actuelles
- Sandrine Corman (1998-présent)
- Sandrine Dans (1997-présent)
- Christian De Paepe (1991-présent)
- Emilie Dupuis (2011-présent)
- Catherine Duriau (1998-présent)
- Benoît Duthoo
- Sabrina Jacobs (2000-présent)
- Carl Lardinois
- Audrey Leunens
- Sophie Pendeville (2010-présent)
- Anne Ruwet
- Stephan van Bellinghen (2004-présent)
- Pascal Vrebos (1992-présent)
- Jean-Michel Zecca (1999-présent)
- Maria Del Rio (2005-présent)
- Christophe Dechavanne
- Fiona De Paoli

### Humoristes
- André Lamy
- François Damiens
- François Pirette
- Olivier Leborgne

### Journalistes
- Alix Battard
- Christophe Begert
- Thomas de Bergeyck
- Ludovic Delory
- Dominique Demoulin
- Luc Gilson
- Christophe Giltay
- Salima Bellabas

- Jacques Van Den Biggelaar
- Serge Vermeiren
- Pascal Vrebos
- Caroline Fontenoy
- Hakima Darhmouch
- Olivier Schoonejans
- Loic Parmentier
- Laxim Lota
- Simon François

## Audience
Source : Centre d'Information sur les Médias.

### Audience globale
| Année | Parts de marché |
| ----- | --------------- |
| 1990  | —               |
| 1991  | —               |
| 1992  | —               |
| 1993  | —               |
| 1994  | —               |
| 1995  | —               |
| 1996  | —               |
| 1997  | 19,9 %          |
| 1998  | 19,5 %          |
| 1999  | 18,4 %          |

| Année | Parts de marché |
| ----- | --------------- |
| 2000  | 18,1 %          |
| 2001  | 18,9 %          |
| 2002  | 18,1 %          |
| 2003  | 17,9 %          |
| 2004  | 17,9 %          |
| 2005  | 17,9 %          |
| 2006  | 19,1 %          |
| 2007  | 19,3 %          |
| 2008  | 19,2 %          |
| 2009  | 20,9 %          |

| Année | Parts de marché |
| ----- | --------------- |
| 2010  | 21,6 %          |
| 2011  | 21,6 %          |
| 2012  | 20,1 %          |
| 2013  | 19,5 %          |
| 2014  | 18,69 %         |
| 2015  | 19,00 %         |
| 2016  | 19,20 %         |
| 2017  | 19,20 %         |
| 2018  | 19,10 %         |
| 2019  | 17,99 %         |

| Année | Parts de marché |
| ----- | --------------- |
| 2020  | 19,63 %         |
| 2021  | —               |
| 2022  | —               |
| 2023  | —               |
| 2024  | —               |
| 2025  | —               |
| 2026  | —               |
| 2027  | —               |
| 2028  | —               |
| 2029  | —               |

Avec une audience moyenne de 19,63 % de part de marché en 2020, RTL TVI est la deuxième chaîne la plus regardée en Belgique francophone, derrière La Une (20,13 %) et devant TF1 (12,38 %).

### Top 20 des programmes les plus regardés
|    | Programme                                          | Date       | Nombre de téléspectateurs | Part de marché |
| -- | -------------------------------------------------- | ---------- | ------------------------- | -------------- |
| 1  | Bienvenue chez les Ch'tis                          | 07/03/2010 | 1 423 800                 | 66,6 %         |
| 2  | Rien à déclarer                                    | 14/03/2013 | 1 050 200                 | 55,1 %         |
| 3  | Le 19 Heures                                       | 09/01/1997 | 1 019 900                 | 62,4 %         |
| 4  | Édition spéciale                                   | 20/12/2009 | 976 900                   | 53,6 %         |
| 5  | Titanic                                            | 13/12/2000 | 971 300                   | 54,4 %         |
| 6  | François Pirette : Belgique, asile politique       | 18/12/2007 | 956 300                   | 50,2 %         |
| 7  | Football : Qualification : Belgique/Pays de Galles | 15/10/2013 | 955 000                   | 56,0 %         |
| 8  | RTL Info 19h                                       | 20/03/2020 | 951 800                   | 51,3 %         |
| 9  | François Pirette : Jingle Belges !                 | 02/01/2011 | 908 500                   | 41,4 %         |
| 10 | Podium                                             | 19/02/2006 | 895 700                   | 47,3 %         |
| 11 | François Pirette : Crève générale                  | 18/10/2009 | 895 400                   | 43,6 %         |
| 12 | Le bêtisier de RTL TVI                             | 29/12/1998 | 889 300                   | 49,1 %         |
| 13 | GuiHome vous détend sur scène                      | 19/02/2017 | 887 600                   | 40,0 %         |
| 14 | François Pirette : Chaleur charbon                 | 12/02/2006 | 882 800                   | 43,2 %         |
| 15 | L'amour est dans le pré                            | 06/12/2016 | 873 000                   | 42,8 %         |
| 16 | François Pirette : Wallowine                       | 02/11/2008 | 872 200                   | 44,2 %         |
| 17 | Qui sera millionnaire ?                            | 26/02/2001 | 866 200                   | 42,9 %         |
| 18 | Le Dîner de cons                                   | 30/11/2000 | 859 500                   | 48,4 %         |
| 19 | Le phénomène Ch'tis                                | 07/03/2010 | 852 800                   | 46,7 %         |
| 20 | François Pirette : Retour à Boriwood               | 29/12/2009 | 850 200                   | 43,5 %         |

Audiences depuis 1997. Tous les téléspectateurs de 4 ans et plus, plus d'éventuels invités. Durée des programmes supérieure à 15 minutes.

### Top 10 des programmes les plus regardés par année
| 2020 | 2020                                               | 2020       | 2020                      | 2020           |
|      | Programme                                          | Date       | Nombre de téléspectateurs | Part de marché |
| ---- | -------------------------------------------------- | ---------- | ------------------------- | -------------- |
| 1    | RTL Info - Édition spéciale : Coronavirus          | 16/03/2020 | 972 300                   | 48,2 %         |
| 2    | RTL Info 19h                                       | 20/03/2020 | 951 800                   | 51,3 %         |
| 3    | Face au juge                                       | 29/03/2020 | 791 900                   | 38,2 %         |
| 4    | RTL Info 19h - Édition spéciale                    | 27/03/2020 | 755 500                   | 36,5 %         |
| 5    | Football : Ligue des nations : Belgique/Angleterre | 15/11/2020 | 723 800                   | 38,2 %         |
| 6    | Enquêtes                                           | 31/03/2020 | 722 600                   | 36,3 %         |
| 7    | Football : Ligue des nations : Belgique/Danemark   | 18/11/2020 | 713 900                   | 44,0 %         |
| 8    | Top Chef                                           | 08/06/2020 | 712 500                   | 39,4 %         |
| 9    | Football : Ligue des nations : Angleterre/Belgique | 11/10/2020 | 683 100                   | 44,9 %         |
| 10   | Belges à domicile                                  | 26/03/2020 | 671 800                   | 33,8 %         |

| 2019 | 2019                                          | 2019       | 2019                      | 2019           |
|      | Programme                                     | Date       | Nombre de téléspectateurs | Part de marché |
| ---- | --------------------------------------------- | ---------- | ------------------------- | -------------- |
| 1    | Raid dingue                                   | 14/03/2019 | 778 000                   | 42,6 %         |
| 2    | RTL Info 19h                                  | 22/01/2019 | 754 900                   | 47,3 %         |
| 3    | Face au juge                                  | 17/03/2019 | 747 800                   | 40,9 %         |
| 4    | RTL Info - Édition spéciale : Grève nationale | 13/02/2019 | 685 600                   | 44,2 %         |
| 5    | Appel d'urgence                               | 17/02/2019 | 638 300                   | 40,0 %         |
| 6    | Top Chef                                      | 18/03/2019 | 636 800                   | 34,6 %         |
| 7    | Le grand bêtisier                             | 01/01/2019 | 602 100                   | 38,4 %         |
| 8    | Mariés au premier regard                      | 26/03/2019 | 602 000                   | 33,2 %         |
| 9    | Enquêtes                                      | 19/03/2019 | 598 000                   | 37,7 %         |
| 10   | L'amour est dans le pré                       | 03/12/2019 | 591 600                   | 33,7 %         |

| 2018 | 2018                                                      | 2018       | 2018                      | 2018           |
|      | Programme                                                 | Date       | Nombre de téléspectateurs | Part de marché |
| ---- | --------------------------------------------------------- | ---------- | ------------------------- | -------------- |
| 1    | Football : Ligue des nations : Suisse/Belgique            | 18/11/2018 | 828 100                   | 42,9 %         |
| 2    | RTL Info 19h                                              | 29/10/2018 | 799 300                   | 52,0 %         |
| 3    | RTL Info - Édition spéciale : Le procès de Salah Abdeslam | 05/02/2018 | 776 000                   | 48,6 %         |
| 4    | Football : Ligue des nations : Islande/Belgique           | 11/09/2018 | 753 100                   | 49,2 %         |
| 5    | Football : Ligue des nations : Belgique/Suisse            | 12/10/2018 | 752 600                   | 46,0 %         |
| 6    | Face au juge                                              | 04/02/2018 | 745 300                   | 41,0 %         |
| 7    | Bienvenue chez les Ch'tis                                 | 18/02/2018 | 719 100                   | 39,1 %         |
| 8    | Football : Ligue des nations : Belgique/Islande           | 15/11/2018 | 704 600                   | 43,2 %         |
| 9    | Appel d'urgence                                           | 18/03/2018 | 690 100                   | 38,0 %         |
| 10   | Radin !                                                   | 22/11/2018 | 652 300                   | 41,7 %         |

| 2017 | 2017                                            | 2017       | 2017                      | 2017           |
|      | Programme                                       | Date       | Nombre de téléspectateurs | Part de marché |
| ---- | ----------------------------------------------- | ---------- | ------------------------- | -------------- |
| 1    | GuiHome vous détend sur scène                   | 19/02/2017 | 887 600                   | 40,0 %         |
| 2    | RTL Info 19h                                    | 13/01/2017 | 824 700                   | 47,2 %         |
| 3    | Face au juge                                    | 29/01/2017 | 726 100                   | 35,9 %         |
| 4    | RTL Info - Édition spéciale : Drame sur le rail | 28/11/2017 | 713 700                   | 43,0 %         |
| 5    | L'amour est dans le pré                         | 26/12/2017 | 693 300                   | 33,2 %         |
| 6    | François Pirette : Bla bla land                 | 26/03/2017 | 679 600                   | 33,0 %         |
| 7    | Cendrillon                                      | 28/12/2017 | 678 900                   | 34,8 %         |
| 8    | Enquêtes                                        | 19/12/2017 | 673 000                   | 38,5 %         |
| 9    | GuiHome, une feelgood story                     | 19/02/2017 | 660 700                   | 33,4 %         |
| 10   | Top Chef                                        | 06/02/2017 | 651 600                   | 35,1 %         |

| 2016 | 2016                                          | 2016       | 2016                      | 2016           |
|      | Programme                                     | Date       | Nombre de téléspectateurs | Part de marché |
| ---- | --------------------------------------------- | ---------- | ------------------------- | -------------- |
| 1    | L'amour est dans le pré                       | 06/12/2016 | 873 000                   | 42,8 %         |
| 2    | RTL Info 19h                                  | 20/06/2016 | 842 000                   | 51,1 %         |
| 3    | Pirette est de retour : Mais non ? Messie !   | 25/12/2016 | 779 400                   | 43,8 %         |
| 4    | RTL Info - Édition spéciale : L'Amérique vote | 08/11/2016 | 753 200                   | 42,8 %         |
| 5    | La Reine des neiges                           | 29/12/2016 | 736 800                   | 35,2 %         |
| 6    | Le Meilleur Pâtissier                         | 12/12/2016 | 723 100                   | 39,7 %         |
| 7    | Lucy                                          | 01/12/2016 | 697 200                   | 35,1 %         |
| 8    | Le grand bêtisier de Noël - Spécial animaux   | 25/12/2016 | 684 100                   | 39,6 %         |
| 9    | Évasion                                       | 17/03/2016 | 668 200                   | 35,7 %         |
| 10   | Samba                                         | 24/11/2016 | 666 300                   | 35,6 %         |

| 2015 | 2015                                        | 2015       | 2015                      | 2015           |
|      | Programme                                   | Date       | Nombre de téléspectateurs | Part de marché |
| ---- | ------------------------------------------- | ---------- | ------------------------- | -------------- |
| 1    | RTL Info 19H                                | 24/11/2015 | 904 716                   | 47,8 %         |
| 2    | RTL Info - Édition spéciale                 | 07/01/2015 | 869 589                   | 47,6 %         |
| 3    | L'amour est dans le pré                     | 08/12/2015 | 737 898                   | 37,3 %         |
| 4    | François Pirette : Niveau 5                 | 22/12/2015 | 677 412                   | 37,8 %         |
| 5    | François Pirette : Le Pirette à venir       | 29/03/2015 | 677 412                   | 37,8 %         |
| 6    | Qui es-tu, Stromae ?                        | 28/12/2015 | 672 914                   | 34,8 %         |
| 7    | Dutroux - "Je vais vous donner deux filles" | 03/02/2015 | 670 935                   | 34,8 %         |
| 8    | Dossiers tabous                             | 20/01/2015 | 661 484                   | 34,1 %         |
| 9    | Le volcan                                   | 19/11/2015 | 652 962                   | 35,5 %         |
| 10   | Boule et Bill                               | 16/04/2015 | 644 946                   | 33,1 %         |

| 2014 | 2014                                             | 2014       | 2014                      | 2014           |
|      | Programme                                        | Date       | Nombre de téléspectateurs | Part de marché |
| ---- | ------------------------------------------------ | ---------- | ------------------------- | -------------- |
| 1    | RTL Info - Édition spéciale                      | 15/12/2014 | 896 163                   | 49,0 %         |
| 2    | Albert - 80 ans : Son témoignage pour l'Histoire | 09/06/2014 | 826 657                   | 47,3 %         |
| 3    | Le journal de 19 heures                          | 06/01/2014 | 824 089                   | 47,6 %         |
| 4    | Stars 80                                         | 20/11/2014 | 821 661                   | 45,1 %         |
| 5    | François Pirette : Tu parles, Charles !          | 14/12/2014 | 773 739                   | 42,2 %         |
| 6    | Football : Match amical : Belgique/Tunisie       | 07/06/2014 | 724 694                   | 54,0 %         |
| 7    | Rio                                              | 10/04/2014 | 684 132                   | 36,6 %         |
| 8    | Années 80, une décennie de légende               | 20/11/2014 | 666 763                   | 36,7 %         |
| 9    | L'amour est dans le pré                          | 09/12/2014 | 659 684                   | 33,6 %         |
| 10   | Le grand bêtisier 2013                           | 01/01/2014 | 655 903                   | 37,9 %         |

| 2013 | 2013                                                     | 2013       | 2013                      | 2013           |
|      | Programme                                                | Date       | Nombre de téléspectateurs | Part de marché |
| ---- | -------------------------------------------------------- | ---------- | ------------------------- | -------------- |
| 1    | Rien à déclarer                                          | 14/03/2013 | 1 050 162                 | 55,1 %         |
| 2    | Football : Qualification : Belgique/Pays de Galles       | 15/10/2013 | 954 993                   | 56 %           |
| 3    | Le journal de 19 heures                                  | 20/01/2013 | 850 929                   | 44,3 %         |
| 4    | Édition spéciale : Habemus Papam                         | 13/03/2013 | 817 560                   | 40,8 %         |
| 5    | Top Chef : Finale                                        | 29/04/2013 | 789 134                   | 45,8 %         |
| 6    | L'amour est dans le pré                                  | 10/12/2013 | 733 639                   | 37,9 %         |
| 7    | François Pirette : Les gens d'en bas sortent le bulgomme | 09/06/2013 | 731 961                   | 41,5 %         |
| 8    | Football : Qualification : L'avant-match                 | 15/10/2013 | 730 615                   | 38,6 %         |
| 9    | Rien à déclarer : visite privée                          | 14/03/2013 | 713 248                   | 39,5 %         |
| 10   | François Pirette : Les gens d'en bas ont été sages       | 08/12/2013 | 697 938                   | 37 %           |

| 2012 | 2012                                                  | 2012       | 2012                      | 2012           |
|      | Programme                                             | Date       | Nombre de téléspectateurs | Part de marché |
| ---- | ----------------------------------------------------- | ---------- | ------------------------- | -------------- |
| 1    | Le journal de 19 heures                               | 03/01/2012 | 915 804                   | 50,3 %         |
| 2    | Édition spéciale                                      | 30/01/2012 | 897 611                   | 46,8 %         |
| 3    | François Pirette : Les gens d'en bas sont déjà belges | 30/09/2012 | 805 793                   | 43,4 %         |
| 4    | François Pirette : Les gens d'en bas                  | 11/03/2012 | 759 804                   | 37,6 %         |
| 5    | Belgium's Got Talent                                  | 19/11/2012 | 759 149                   | 37,6 %         |
| 6    | Les orages de la vie                                  | 04/11/2012 | 744 705                   | 39,5 %         |
| 7    | NCIS : Enquêtes spéciales                             | 04/01/2012 | 735 854                   | 37,5 %         |
| 8    | Le grand bêtisier                                     | 25/12/2012 | 720 502                   | 42,4 %         |
| 9    | Bienvenue chez les Ch'tis                             | 10/04/2012 | 718 987                   | 36,4 %         |
| 10   | Images à l'appui                                      | 30/01/2012 | 687 780                   | 34,3 %         |

| 2011 | 2011                                          | 2011       | 2011                      | 2011           |
|      | Programme                                     | Date       | Nombre de téléspectateurs | Part de marché |
| ---- | --------------------------------------------- | ---------- | ------------------------- | -------------- |
| 1    | Édition spéciale                              | 13/12/2011 | 943 302                   | 50,9 %         |
| 2    | François Pirette : Jingle Belges !            | 02/01/2011 | 908 460                   | 41,4 %         |
| 3    | Le journal de 19 heures                       | 23/01/2011 | 902 929                   | 51,4 %         |
| 4    | Rire sur la ville : soirée V-I-P              | 20/12/2011 | 779 849                   | 43,1 %         |
| 5    | Le grand direct                               | 13/12/2011 | 737 271                   | 37,7 %         |
| 6    | Les Aventures de Rabbi Jacob                  | 04/01/2011 | 728 009                   | 35,9 %         |
| 7    | François Pirette : Pays de cocagne            | 03/04/2011 | 726 568                   | 36,6 %         |
| 8    | Benoît Poelvoorde, Dany Boon, les secrets […] | 23/01/2011 | 716 477                   | 36,8 %         |
| 9    | Le bêtisier                                   | 25/12/2011 | 715 642                   | 43,2 %         |
| 10   | Les orages de la vie                          | 17/02/2011 | 711 581                   | 38,2 %         |

| 2010 | 2010                                            | 2010       | 2010                      | 2010           |
|      | Programme                                       | Date       | Nombre de téléspectateurs | Part de marché |
| ---- | ----------------------------------------------- | ---------- | ------------------------- | -------------- |
| 1    | Bienvenue chez les Ch'tis                       | 07/03/2010 | 1 423 840                 | 66,6 %         |
| 2    | Le journal de 19 heures                         | 28/02/2010 | 974 900                   | 54,4 %         |
| 3    | Édition spéciale                                | 19/12/2010 | 948 850                   | 51 %           |
| 4    | Le phénomène Ch'tis                             | 07/03/2010 | 852 780                   | 46,7 %         |
| 5    | Astérix aux Jeux olympiques                     | 04/03/2010 | 828 320                   | 45,4 %         |
| 6    | Panique au palais                               | 19/12/2010 | 824 070                   | 39,8 %         |
| 7    | Le bêtisier                                     | 26/12/2010 | 817 700                   | 41,3 %         |
| 8    | Indiana Jones et le Royaume du crâne de cristal | 11/11/2010 | 779 920                   | 39 %           |
| 9    | François Pirette : Ça va mieux, merci           | 06/06/2010 | 757 320                   | 40,4 %         |
| 10   | Desperate Housewives                            | 14/11/2010 | 731 110                   | 33,1 %         |

| 2009 | 2009                                 | 2009       | 2009                      | 2009           |
|      | Programme                            | Date       | Nombre de téléspectateurs | Part de marché |
| ---- | ------------------------------------ | ---------- | ------------------------- | -------------- |
| 1    | Édition spéciale                     | 20/12/2009 | 976 850                   | 53,61 %        |
| 2    | Le journal de 19 heures              | 04/01/2009 | 916 780                   | 51,64 %        |
| 3    | François Pirette : Crève générale    | 18/10/2009 | 895 360                   | 43,64 %        |
| 4    | François Pirette : Retour à Boriwood | 29/12/2009 | 850 230                   | 43,53 %        |
| 5    | L'amour est dans le pré              | 22/11/2009 | 766 810                   | 37,82 %        |
| 6    | Le Diable s'habille en Prada         | 29/01/2009 | 709 430                   | 38,95 %        |
| 7    | Docs de choc                         | 20/12/2009 | 705 350                   | 34,05 %        |
| 8    | Les Experts : Miami                  | 06/09/2009 | 703 640                   | 40,71 %        |
| 9    | Le bêtisier                          | 28/12/2009 | 700 710                   | 38,52 %        |
| 10   | NCIS : Enquêtes spéciales            | 28/10/2009 | 684 530                   | 35,78 %        |

Tous les téléspectateurs de 4 ans et plus, plus d'éventuels invités. Durée des programmes supérieure à 15 minutes.

## Diffusion
RTL tvi est disponible sur les réseaux câblés Belges de la Communauté française et Luxembourgeois, le bouquet satellite belge et ceux de télévision sur IP en Belgique et au Luxembourg.

### Hertzien numérique
RTL tvi (à l'époque RTL Télévision) était diffusée sur le réseau analogique hertzien UHF PAL canal 27 de l'émetteur de Dudelange au Luxembourg, avec débordements sur une partie de la Belgique francophone de 1983 jusqu'au 3 avril 2006, ainsi qu'une partie du Nord de la région Lorraine. Depuis le 4 avril de cette même année, la chaîne n'est accessible qu'en numérique hertzien UHF sur le canal 24 de l'émetteur de Dudelange au Luxembourg, avec débordements sur une partie de la Belgique francophone.
À la suite de la vente de RTL BELGIUM, la diffusion hertzienne, depuis l'émetteur de Luxembourgeois,  a cessé définitivement depuis le mois de Février 2024.
Depuis janvier 2018, RTL TVI, Club RTL et Plug RTL étaient disponibles dans l'offre TNT flamande « Antenne TV » (TV Vlaanderen). Cette offre était disponible en Flandre et à Bruxelles. La diffusion se faisait via le « MUX2 », en norme DVB-T2 H.264 SD cryptée, sur les canaux 46 ou 47 UHF, selon la région. Ce service a cessé définitivement d'émettre le 01/09/2024.
Depuis cette date, il n'y a, donc, plus aucune diffusion hertzienne de RTL-TVi, ni des deux autres chaines (RTL CLUB & RTL PLUG). 

### Câble
La chaîne fut d'abord diffusée par câble en Belgique francophone dès 1969, quand le gouvernement belge accorde des fréquences pour des relais hertziens aux télédistributeurs. Coditel installe alors une station réceptrice dans les Ardennes à Saint-Hubert et envoie le signal de Télé-Luxembourg vers les réseaux câblés de Namur, Brutélé le distribuant dans la périphérie liégeoise et bruxelloise. Par la suite, c'est Belgacom qui exploita ces réseaux afin de proposer cette diffusion à l'ensemble des télédistributeurs. Le 4 mars 1983, RTL Télévision obtient en compensation de l'accident de Dudelange, un faisceau hertzien entre Bruxelles et Luxembourg qui lui permet de terminer son développement sur l'ensemble du câble belge francophone. Elle est remplacée sur le câble belge par RTL TVI en septembre 1987.
RTL tvi est diffusée sur les réseaux câblés belges de la Communauté française (SFR programme no 4 à Bruxelles et no 34 en Flandre, VOO Numérique programme no 4 et no 504 en HD, UPC, Telenet programme nos 15 et 49) et luxembourgeois (SFR programme no 22, Eltrona Interdiffusion, Siemens Luxembourg).

### Satellite
RTL tvi est diffusée sur le programme no 3 du bouquet satellite TéléSAT. RTL tvi est aussi diffusée par TV Vlaanderen. Une adresse postale au sein des pays membre de l'Union Européenne est nécessaire pour s'y abonner.
RTL tvi est également diffusée sur les bouquets de télévision sur IP, en Belgique sur Proximus TV (programmes no 3/42 (HD) en Wallonie et à Bruxelles et no 52 en Flandre) et au Luxembourg sur la Télé des P&T (programme no 70).

## Connectivité
RTL a disposé d'un service de télévision à la demande sous le nom de RTL à l'infini disponible chez Belgacom, Numericable, snow  et voo.
Quelques vidéos étaient également disponibles sur rtl.be/videos et sur l'appli RTL TVI sur iOS et Play Store. En début d'année 2014, la chaine lance la fonction Connect disponible sur iOS et Androïd pour réagir en direct aux programmes.